# Джесс Ллойд
Джесс Ллойд (англ. Jess Lloyd; нар. 14 березня 1995) — британська плавчиня.
Учасниця Олімпійських Ігор 2012 року.